# Lochmaeotrochus
Genre
Lochmaeotrochus est un genre de coraux durs de la famille des Caryophylliidae.

## Liste d'espèces
Selon ITIS (28 juin 2015) et World Register of Marine Species (28 juin 2015) Lochmaeotrochus comprend les espèces suivantes :
- Lochmaeotrochus gardineri Cairns, 1999
- Lochmaeotrochus oculeus Alcock, 1902